# Lauri Ylönen

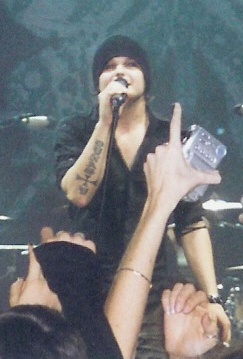
Lauri Ylönen

Lauri "Lintu" Ylönen (Helsinki, 23 april 1979) is de zanger, frontman en songschrijver van de Finse rockgroep The Rasmus. Zijn volledige naam is Lauri Johannes Ylönen. Lintu is het Finse woord voor vogel.
Deze bijnaam dankt hij aan de tijd toen hij nog op school zat. Zijn vrienden hadden de gewoonte hem zo te noemen.
Lauri had een gewone jeugd in een normaal gezin. Zijn vader werkte met immigranten, zijn moeder werkte in een kleuterschool. Hij heeft een oudere zus, Hanna. Zij is dokter.
Op 5-jarige leeftijd moest hij van zijn ouders pianoles volgen. Later hield hij zich liever bezig met skaten en het spuiten van graffiti. Hij leefde in Suutarila waar Eero Heinonen (bas) en Pauli Rantasalmi (gitaar) ook leefden.
Op zijn dertiende begon hij gitaar te spelen. Zijn grootste passie is drummen, wat hij vroeger in de band ook deed, maar Hanna haalde hem over om te zingen.
Lauri bezit samen met Pauli Rantasalmi (gitaar) en 2 bondgenoten de studio Dynasty Recordings in Helsinki. Ze hebben nu onder andere een contract met:
- Belle Who
- Kwan
- Von Hertzen Brothers
- Mariko
- happiness

Lauri heeft nooit zijn studies afgemaakt, hij wilde liever al zijn tijd spenderen aan het maken van muziek.